# Туртапинский сельсовет
Турта́пинский сельсовет — административно-территориальная единица в составе городского округа город Выкса (Нижегородская область, Россия). До 2011 года составлял сельское поселение в рамках Выксунского района.
Административный центр — село Туртапка.

## Населённые пункты
В составе сельсовета 3 населённых пункта.
| № | Населённый пункт | Тип населённого пункта | Население |
| - | ---------------- | ---------------------- | --------- |
| 1 | Дружба           | посёлок                | ↘3904     |
| 2 | Змейка           | деревня                | ↗257      |
| 3 | Туртапка         | село, административный | ↗1018     |